# Alma Karlin

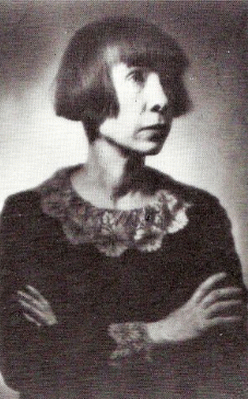
Alma Karlin

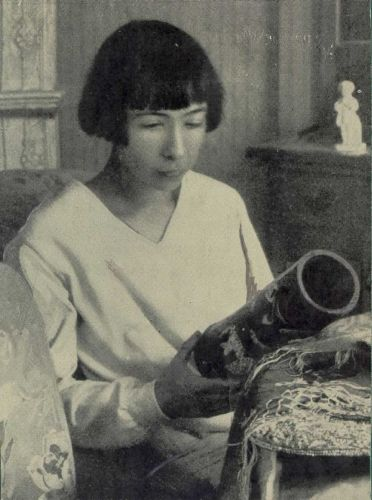
Alma Karlin (1920)

Alma Maximiliane Karlin (* 12. Oktober 1889 in Cilli, Österreich-Ungarn, heute Slowenien; † 14. Januar 1950 in Pečovje, Gemeinde Štore bei Celje, Slowenien) war eine Journalistin und zwischen den Weltkriegen die meistgelesene deutschsprachige Reiseschriftstellerin. Bekannt wurde sie vor allem durch ihre kurz nach dem Ersten Weltkrieg unternommene mehrjährige Weltreise und die darüber veröffentlichten Bücher.

## Leben
Alma Karlin kam in Cilli (Celje) zur Welt. Vor dem Zerfall der Habsburgermonarchie war Cilli überwiegend deutschsprachig, wobei es einen hohen Anteil von Zweisprachigkeit (Deutsch/Slowenisch) gab. Ihr Vater Jakob Karlin (geb. 1829) war Major in der k.u.k. Armee und ihre Mutter Vilibalda Miheljak (geb. 1844), Lehrerin an einer Mädchenschule in Cilli. In der Familie sprach man deutsch. Unklar ist, ob sich ihre Familie als deutsch bzw. deutsch-österreichisch definierte oder als deutsch-slowenisch. Als Kind wurde Alma Karlin für missgebildet erklärt, da sie linksseitig leicht gelähmt und mit Wasserkopf zur Welt kam.
Sie studierte Sprachen in Graz, Paris und London. In London legte sie an der Chamber of Commerce (dort mit Bestnoten) und Society of Arts ihr Examen in acht Fremdsprachen ab. In dieser Zeit war sie eine Verlobung mit einem chinesischen Offizier eingegangen. Ihm und ihrer gescheiterten Liebe widmete sie 1921 ihren ersten Roman, dem sie den Titel Mein kleiner Chinese gab.
Nach ihrer Rückkehr ins Elternhaus ging sie zu Beginn des Ersten Weltkriegs wieder ins Ausland. Sie lebte einige Zeit in Norwegen und Schweden. Nach dem Zerfall der österreichisch-ungarischen Monarchie kehrte sie 1919 nach Celje zurück. Alma Karlin ging, ohne jede finanzielle Sicherheit, auf Weltreise, die von 1919 bis 1928 dauerte. Sie hielt sich längere Zeit in Südamerika und vor allem in Asien auf. Sie besuchte unter anderem folgende Länder: USA, Panama, Neuseeland, Australien, Fidschi- und die Salomoninseln, Neuguinea, Borneo, Indonesien, Malaysia, Philippinen, Thailand, Burma, Singapur, Indien, Pakistan, China und Japan.
Alma Karlin fühlte sich als Deutsch-Österreicherin und vermisste auf ihren Auslandsreisen vor allem den Kontakt zu Landsleuten.
Während ihrer Reisen veröffentlichte sie zahlreiche Beiträge in Zeitschriften, vor allem in Deutschland, Japan (wo sie einige Zeit in der Deutschen Botschaft in Tokio arbeitete) und China (wo sie als Assistentin von Erich von Salzmann in Peking tätig war). An die in ihrer Geburtsstadt Celje erscheinende Zeitung Cillier Zeitung lieferte sie regelmäßig Eindrücke von ihren Erlebnissen. Nach ihrer Rückkehr nach Jugoslawien, wo sie sich wieder in ihrer Geburtsstadt Celje niederließ, veröffentlichte sie einige Gedichte und Romane.
Während der 1930er Jahre wurden Karlins Werke von verschiedenen Herausgebern auf den deutschsprachigen Markt gebracht.
Körperliche Zuwendung, die sie bei Männern verabscheute, mochte Alma M. Karlin auch von Frauen nicht. Dennoch zog 1934 Thea Gamelin, ihre Freundin, Leserin ihrer Manuskripte und Illustratorin ihrer Bücher zu ihr. In Karlins letzten Lebensmonaten, als sie ohne ärztlichen Beistand starb, wurde sie von Gamelin gepflegt. In der Stadt als verwahrlostes Paar deutscher Lesben verachtet, sind die beiden jedoch laut Thea Gamelin nie eine sexuelle Beziehung eingegangen.
1937 fand der Journalist Hans Joachim Bonsack Zuflucht bei Alma Karlin in Celje.
Ihr Buch Windlichter des Todes beeindruckte die schwedische Schriftstellerin und Nobelpreisträgerin Selma Lagerlöf so sehr, dass sie Karlin für den Nobelpreis für Literatur nominierte.
1941 wurden ihre Bücher von den Nationalsozialisten verboten. Sie hatte sich bereits früh gegen den Nationalsozialismus ausgesprochen, war aber auch antikommunistisch eingestellt. Nach dem Einmarsch der Wehrmacht 1941 wurde Alma Karlin von der Gestapo verhaftet und zunächst im Cillier Gefängnis Stari pisker, danach in Marburg an der Drau inhaftiert. Ihre Freundin Thea Gamelin erreichte durch ihre Beziehungen in Deutschland, dass Alma Karlin nicht in ein Konzentrationslager in Deutschland gebracht wurde. Sie kam wieder frei, weil der sie verhörende Offizier ihre Bücher liebte. Sie stand jedoch weiterhin unter Gestapo-Überwachung, der sie sich im Herbst 1944 entzog, indem sie sich zu Partisanen in der Weißkrain begab. Sie versuchte zu den Engländern in Italien zu gelangen, wurde jedoch von den Partisanen nur nach Dalmatien gelassen. Dort erlebte sie das Kriegsende und kehrte wieder nach Celje zurück, wo sie verarmt und vergessen 1950 im Alter von 60 Jahren infolge von Brustkrebs starb.
Ihr Grab liegt in Svetina, Gemeinde Štore.

## Rezeption

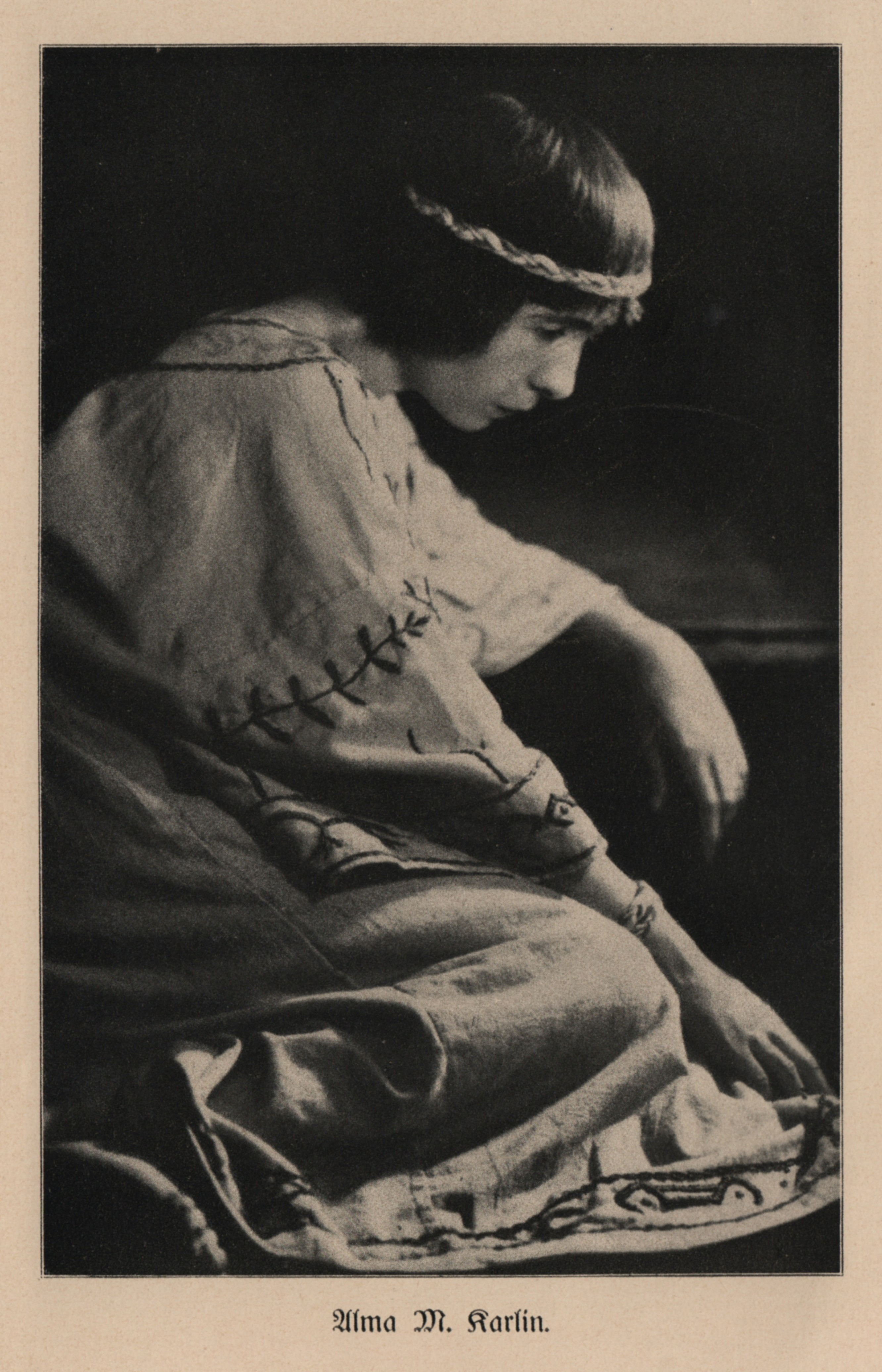
Alma Karlin im Buch Einsame Weltreise

Alma Karlins Nachlass wurde von Thea Gamelin übernommen, die einen Teil davon dem Regionalmuseum Celje überließ. Im sozialistischen Jugoslawien wurde als einziges Werk und erste slowenische Karlin-Übersetzung überhaupt 1969 der Reisebericht Einsame Weltreise herausgegeben.
Verantwortlich dafür, dass man von Alma Karlin nach dem Zweiten Weltkrieg fast nichts erfuhr, waren vor allem ideologische Vorurteile gegen alles, was mit deutscher bzw. deutsch-österreichischer Kultur in Slowenien zu tun hatte. Da Alma Karlin auf Deutsch schrieb und man in ihrer Familie deutsch sprach, geriet sie daher automatisch unter diesen ideologischen Bann.

Denkmal für Alma Karlin, Celje

Nach der Unabhängigkeit Sloweniens 1990 erwachte das Interesse an Alma Karlin. Verantwortlich dafür war eine neue, junge Generation slowenischer Ethnologen. Dies belegen zahlreiche Zeitungsartikel und Ausstellungen über sie. 1993 zeigte das slowenische Fernsehen einen Dokumentarfilm über sie, und 1995 erschien eine Neuauflage der Einsamen Weltreise. Uršula Cetinski schrieb im selben Jahr auf Grundlage der Weltreise ein Theaterstück namens Alma, das 1996 unter dem Titel The Lonesome Journey auf dem Internationalen Theaterfilmfestival in Basel auf Englisch vorgeführt wurde, wobei die slowenische Schauspielerin Polona Vetrih Alma Karlin darstellte. Seitdem sind in Slowenien eine Reihe ihrer Werke herausgekommen, teilweise auch bisher Unveröffentlichtes, so dass heute einiges davon nur in slowenischer Übersetzung vorliegt.
Mittlerweile wird sie in Slowenien vor allem als Slowenin betrachtet. Davon zeugt auch ein lebensgroßes Denkmal von ihr in Celje, das ihr zu Ehren am 10. April 2010 auf dem Krekplatz aufgestellt worden ist. Die Bronzeskulptur, gefertigt von dem Bildhauer Vassilij Ćetković, stellt Alma Karlin auf dem Weg zum Bahnhof dar. In der Hand trägt sie einen Koffer mit ihrer geliebten Schreibmaschine.
Im Jahr 2015 veröffentlichte der slowenische Lyriker, Schriftsteller und Übersetzer Milan Dekleva einen biographischen Roman über das Leben von Alma Karlin, der 2017 im Klagenfurter Drava Verlag in der Übersetzung von Klaus Detlef Olof auf Deutsch erschienen ist.
Eine weitere Ehrung erfolgte ebenfalls im Jahr 2015: der Bildhauer Ciril Hocevar modellierte eine Wachspuppe der beliebten Schriftstellerin. Weitere Künstler und Künstlerinnen aus Celje sollen im Rahmen des Celje-Story-Projekts auch als Wachsfiguren entstehen und den Touristen des Ortes im Quarter House, einem Informationspunkt, gezeigt werden.
Die mit einem Nachwort von Amalija Maček versehene Neuauflage von «Im Banne der Südsee» wurde gegenüber der Originalausgabe von einem Herausgeber an Stellen zensiert, wo Karlin über Menschen in rassistischer Weise schrieb.
2021/2022 zeigte das Weltmuseum Wien in Zusammenarbeit mit dem Regionalmuseum Celje eine Ausstellung über Alma M. Karlin.

## Werke
- Die Kringhäusler, Drama in drei Akten, Leipzig, Bruno Volger Verlagsbuchhandlung, 1918. Neuauflage Hofenberg, Berlin 2021, ISBN 978-3-7437-3871-3
- Mein kleiner Chinese, Dresden, Verlag Deutsche Buchwerkstätten, 1921; Neuausgabe Berlin : Hofenberg, 2021, ISBN 978-3-7437-3867-6
- Einsame Weltreise, 1928; Aufl. 1932 (Digitalisat) Neuauflage: Berlin : AvivA, [2019], herausgegeben und mit einem Nachwort von Jerneja Jezernik ; mit einer Einleitung von Britta Jürgs, ISBN 978-3-932338-75-5
- Im Banne der Südsee, 1930. Neuauflage: Berlin : AvivA, [2020], mit einem Nachwort von Amalija Maček, ISBN 978-3-932338-78-6
- Erlebte Welt, 1933. Neuauflage: Berlin : AvivA, [2022], mit einem Nachwort von Amalija Maček, ISBN 978-3-949302-18-3
- Drachen und Geister. Novellen aus China, Insulinde und der Südsee, Berlin, Frundsberg Verlag, 1930. Neuauflage Hofenberg, Berlin 2021, ISBN 978-3-7437-3988-8
- Der Götze, 1931
- Mystik der Südsee, Berlin-Lichterfelde, Hugo Bermühler Verlag, 1931
- Der Todesdorn und andere seltsame Erlebnisse aus Peru und Panama, Berlin, Prismen Verlag, 1933. Neuauflage Hofenberg, Berlin 2021, ISBN 978-3-7437-4004-4
- Windlichter des Todes, Leipzig, Hesse und Becker Verlag, 1933
- Into-Yo-Intec, 1934
- Isolanthis, Roman vom Sinken eines Erdteils, Leipzig, Grethlein, 1936. Neuauflage Hofenberg, Berlin 2021, ISBN 978-3-7437-4052-5
- Tränen des Mondes, 1935
- O ioni San, Breslau, Heydebrand Verlag, 1936
- Vier Mädchen im Schicksalswind, Leipzig, Grethlein & Co., 1936
- Kleiner Frühling, Leipzig, Max Möhring Verlag, 1937
- Der blaue Mond, Leipzig, Max Möhring Verlag, 1938
- Der Becher des Vergessens, Leipzig, Max Möhring Verlag, 1938
- Erlebte Welt, das Schicksal einer Frau. Durch Insulinde und das Reich des weißen Elefanten, durch Indiens Wunderwelt und durch das Tor der Tränen, Verlag Wilhelm Köhler Minden i. W./Berlin/Leipzig, ca. 1938
- Ein Mensch wird : auf dem Weg zur Weltreisenden,  herausgegeben und mit einem Nachwort von Jerneja Jezernik, Berlin, AvivA, [2018], ISBN 978-3-932338-69-4

- Die Wanderbücher: zu Fuß durch das Slowenien der 1930er Jahre, herausgegeben und Nachwort von Jerneja Jezernik, Klagenfurt/Celovec : Drava, 2023, ISBN 978-3-99138-022-1

(Neuauflagen z. T. unter abweichenden Titeln)

## Comic
- Marijan Pušavec, Jakob Klemenčič: Alma M. Karlin – Weltbürgerin aus der Provinz, aus dem Slowenischen von Erwin Köstler, Bahoe Books, Wien 2020